# ماستیف ناپلی
ماستیف ناپلی یا ماستینو ناپلتانو (به ایتالیایی: Mastino Napoletano) یک نژاد از سگ‌های بزرگ ایتالیایی است. این سگ از سگ‌های نگهبان سنتی ایتالیای مرکزی می آید. در سال ۱۹۴۹ توسط باشگاه لانه‌سازی ایتالیا به عنوان یک نژاد شناخته شد، و توسط سازمان جهانی سگ در سال ۱۹۵۶ پذیرفته شد.